# Cinnamomum erythropus
Cinnamomum erythropus är en lagerväxtart som först beskrevs av Nees & Mart., och fick sitt nu gällande namn av André Joseph Guillaume Henri Kostermans. Cinnamomum erythropus ingår i släktet Cinnamomum och familjen lagerväxter. Inga underarter finns listade i Catalogue of Life.